# Слепота (фильм)
«Слепота» (англ. Blindness) — художественный фильм 2008 года, адаптация одноимённого романа португальского писателя Жозе Сарамаго, вышедшего в 1995 году и повествующего об обществе, страдающем эпидемией слепоты. Фильм снят по сценарию Дона МакКеллара режиссёром Фернанду Мейреллишем с Джулианной Мур и Марком Руффало в главных ролях. Его показом, состоявшемся 14 мая 2008 года, был открыт 61-й Каннский кинофестиваль.

## Сюжет
Действие разворачивается в крупном городе (название которого, однако, ни разу не упоминается). Молодой водитель внезапно теряет зрение. Отвёзший к дому человек крадёт его машину. Жена первого ослепшего отводит его к офтальмологу, но врач не обнаруживает никаких нарушений зрения.
На следующий день доктор слепнет и узнаёт, что он заразился от пациента. «Белая слепота» стремительно распространяется и доктора с его притворившейся слепой женой отвозят в карантин. Среди соседей по палате оказываются первый заражённый с женой, человек с чёрной повязкой, женщина в тёмных очках. Жена доктора обнаруживает у себя иммунитет к вирусу. Она помогает заражённым ориентироваться по карантину.
Из-за изоляции от внешнего мира и роста количества пациентов жилищные условия постепенно ухудшаются. Вооружённый пистолетом пациент третьей палаты провозглашает себя королём и берёт под свой контроль всю еду. Король требует ценные вещи в обмен на еду. Когда ценности заканчиваются, в обмен на еду король призывает женщин отдаться ему и его соседям по палате. Жену доктора и других пациенток насилуют. В следующий раз жена доктора убивает Короля ножницами. Другая жертва изнасилования устраивает пожар, сбежавшие заражённые узнают, что весь персонал покинул посты и уходят в город.
Весь город пришёл в упадок. Жена доктора отправляется на поиски еды, найдя еду она еле уносит ноги от искавших еду людей, которые по запаху находили пропитание.
Чтобы помочь новым друзьям доктор с женой приводят соседей по палате в их дом. На следующий день у первого ослепшего восстанавливается зрение, он понял, что болезнь была временной. Все рады, что болезнь у каждого скоро пройдёт.

## В ролях
| Актёр                | Роль                              |
| -------------------- | --------------------------------- |
| Джулианна Мур        | жена доктора                      |
| Марк Руффало         | доктор                            |
| Алисе Брага          | женщина в тёмных очках            |
| Гаэль Гарсиа Берналь | бармен / король третьей палаты    |
| Дэнни Гловер         | человек с чёрной глазной повязкой |
| Мори Чайкин          | бухгалтер                         |
| Сандра О             | министр здравоохранения           |

## Номинации
Сатурн
- 2009 — Лучшая актриса (Джулианна Мур)

Каннский кинофестиваль
- 2008 — Фильм участник основного конкурсного показа

## Критика
На Rotten Tomatoes рейтинг фильма составляет 44 % на основе 160 рецензий. Критический консенсус вебсайта гласит: «Этот аллегорический фильм-катастрофа про реакцию общества на массовую слепоту пестр и самодоволен; провокационно, но не так интересно, как предполагает его предпосылка». На Metacritic рейтинг картины — 45 из 100 на основе 31 рецензии, что соответствует статусу «смешанные или средние отзывы».